# Galepsus machadoi
Galepsus machadoi är en bönsyrseart som beskrevs av Max Beier 1969. Galepsus machadoi ingår i släktet Galepsus och familjen Tarachodidae. Inga underarter finns listade i Catalogue of Life.